# Рудник Meretrice
Рудник Meretrice — колишній гірничодобувний майданчик у Меланезії на острові Нова Каледонія (заморське володіння Франції). Єдина свинцево-цинкова копальня в історії острова.
Родовище Meretrice виявили у 1884-му, а за два роки його розробку організував підприємець Джон Хіггінс. До того він уже відпрацював найбільш привабливі запаси родовища Баладе, з якого до Meretrice перемістили придатне для використання обладнання.
Первісно розробка велась на глибині не більш як 10 метрів, проте після швидкого вичерпання розташованої біля поверхні багатої частини жили довелось переходити до більш глибоких горизонтів. Руду вивозили до берега річки Діохот і далі переправляли баржами до розташованої в усті річки пристані Пам. Під час розробки Баладе з останньої відправляли морські кораблі з рудою, тепер же в Пам розмістили плавильний завод, що мало оптимізувати логістичні витрати (варто відзначити, що, окрім свинцево-цинкової руди з Meretrice, майданчик Пам також працював з продукцією мідного рудника Pilou). Про масштаби видобутку можливо відзначити, що в 1891 році з Meretrice отримали 150 тонн свинцю.
У 1897 році розробку рудника припинили і станом на 1900 рік його виробітки були повністю залиті водою.
У 1925-му розробку відновили та вели до 1930 року.
Загальний накопичений видобуток з рудника оцінюється у 30 тисяч тонн руди, з якої вдалось отримати по 3 тисячі тонн свинцю та цинку. Зазвичай вказується на високий вміст срібла в руді, втім, немає достатніх свідчень того, що срібло фактично відокремлювали від головних компонентів.